# Hemitaeniochromis urotaenia
Hemitaeniochromis urotaenia är en fiskart som först beskrevs av Regan 1922.  Hemitaeniochromis urotaenia ingår i släktet Hemitaeniochromis och familjen Cichlidae. IUCN kategoriserar arten globalt som livskraftig. Inga underarter finns listade i Catalogue of Life.